# Тарсия
Тарсия (итал. Tarsia) — коммуна в Италии, располагается в регионе Калабрия, подчиняется административному центру Козенца.
Население составляет 2370 человек, плотность населения составляет 48 чел./км². Занимает площадь 49 км². Почтовый индекс — 87040. Телефонный код — 0981.
Покровителем населённого пункта считается San Francesco da Paola.